# Una pallottola spuntata 33⅓ - L'insulto finale
Una pallottola spuntata 33⅓ - L'insulto finale (Naked Gun 33⅓: The Final Insult) è un film del 1994 diretto da Peter Segal.
Terzo capitolo di una fortunata serie iniziata nel 1988 con Una pallottola spuntata e continuata da Una pallottola spuntata 2½ - L'odore della paura nel 1991.

## Trama
Il terrorista Rocco Dillon viene avvicinato in carcere dal signor Pahpshmir, che vuole coinvolgerlo in un attentato terroristico. Frank Drebin si era frattanto ritirato dalla Polizia di Los Angeles dopo avere sposato Jane; tuttavia, quando il Dipartimento viene a conoscenza dei piani di Rocco, Drebin accetta di tornare in polizia al fine di prevenire l'attentato.
Mentre Jane, delusa, parte per un viaggio insieme a un'amica, Frank viene infiltrato sotto copertura nella cella di Rocco Dillon, dove finge di essere "Nick lo sfregiatore magico". Nel frattempo Jane trova l'indirizzo della ragazza di Rocco scritta a mano da Frank, e conclude che il marito si vedeva realmente con un'altra donna: a bordo di un autotreno si dirige verso il nascondiglio di Rocco. Intanto Frank e Rocco riescono ad evadere dal carcere attraverso un tunnel che li conduce nel cortile di un liceo pubblico di Los Angeles. Al di fuori della scuola trovano ad attenderli la madre di Rocco, che li conduce in una casa di campagna dove incontrano Tanya Peters, la sua bellissima e prorompente fidanzata.
Più tardi Rocco racconta a Frank dei suoi piani per bombardare il teatro dove si terrà la cerimonia per i premi Oscar. Frank e Jane riescono con uno stratagemma ad infiltrarsi alla serata di gala dei premi, causando il caos più completo sul palco cercando la bomba, che sanno essere nascosta in una delle buste. Rocco Dillon arriva e punta la sua pistola verso Frank, il quale tiene in mano la busta con la bomba, dopo averla strappata dalle mani di Raquel Welch, che stava per aprirla. Dopo una colluttazione tra Rocco e Frank, l'ordigno viene lanciato in aria, dove esplode in un aereo con Pahpshmir e Rocco.
Nove mesi dopo, Frank e Jane diventano genitori del loro primo figlio. Tuttavia Frank, in compagnia di Nordberg, il giorno del lieto evento sbaglia sala parto e il bambino che vi trova è nero, perciò insegue furioso l'amico, passando di fronte a Jane ed Ed con in braccio il loro vero figlio, ma senza notarlo.

## Accoglienza

### Incassi
Il film ha incassato oltre $ 51 milioni negli Stati Uniti e in Canada e $ 81 milioni a livello internazionale, per un totale mondiale di $ 132 milioni. Nonostante sia la pellicola con il minor incasso della serie Una pallottola spuntata, è stato comunque il film più visto negli Stati Uniti durante il weekend di apertura, come gli altri due film della serie.

### Critica
Una pallottola spuntata 33⅓ - L'insulto finale ha ricevuto recensioni miste da parte della critica. Il film detiene una valutazione del 65% su Rotten Tomatoes, sulla base di 66 recensioni, con una valutazione media di 5.8 su 10. Il consenso critico del sito web recita: "Una pallottola spuntata 33⅓ - L'insulto finale non può fare a meno di essere sporadicamente divertente grazie al lavoro sempre solido di Leslie Nielsen, ma è comunque un netto passo indietro rispetto all'originale". Su Metacritic ha un punteggio medio ponderato del 63% basato su recensioni di 21 critici, indicando "recensioni generalmente favorevoli". Il pubblico intervistato da CinemaScore ha assegnato al film un voto "B+" su una scala da A a F.
Peter Rainer del Los Angeles Times ha elogiato la sequenza di apertura, che parodiava Gli intoccabili, e il culmine degli Academy Awards, ma ha ritenuto che la parte centrale non fosse ispirata e che il film nel complesso avesse una trama troppo piccola, basata solo sulla commedia senza il romantico o l'azione dei film precedenti. Altri hanno ritenuto che l'umorismo fosse debole e troppo simile a quello dei film precedenti. Roger Ebert del Chicago Sun-Times ha assegnato al film tre stelle su quattro, la stessa valutazione data a Una pallottola spuntata 2½ - L'odore della paura.

## Riconoscimenti
- 1994 – Razzie Awards
  - Peggior attore non protagonista a O. J. Simpson
  - Peggior esordiente a Anna Nicole Smith
- 1994 - Golden Screen
  - Golden Screen

## Camei
- Nel film appaiono Raquel Welch, Pia Zadora e Morgan Fairchild, oltre alla giovane Shannen Doherty, nel ruolo di loro stesse.

## Omaggi
- Durante la scena iniziale, in cui vari agenti di polizia si cimentano nel trasportare delle carrozzine su per le scale mentre, pronti a sparare, aspettano i gangster, è una chiara citazione del film Gli intoccabili, che a sua volta lo era de La corazzata Potëmkin.[8]

## Sequel
Nel 2024 viene confermata la produzione di un quarto capitolo della serie, dal titolo Una pallottola spuntata, con protagonista Liam Neeson e con uscita prevista a luglio 2025.